# گمینا شوجیاوو
گمینا شوجیاوُوُ (به لهستانی:  Gmina Szudziałowo) یک گمینا در لهستان است که در شهرستان سوکوئکا واقع شده‌است. گمینا شوجیاوُوُ ۳۰۱٫۶۴ کیلومتر مربع مساحت و ۳٬۴۱۹ نفر جمعیت دارد.